# Доктрина сигнатура
Доктрина сигнатура, која потиче из времена Диоскорида и Галена, каже да биље, које подсећа на различите делове тела, може да се користити за лечење болести ових делова тела. Теолошко оправдање, како је изјавио ботаничар William Coles, је у томе да је Бог желео да покаже људима, за шта ће биљке бити од користи.

## Историја
Концепт је развио Парацелзус (1493-1541), који је написао да "Природа обележава сваки раст ... према добробити коју даје", а следио га је Ђамбатиста дела Порта у свом делу Phytognomonica (1588).
Дела Јакоба Бемеа (1575-1624) проширила су доктрину сигнатура. Он је претпоставио да Бог означева објекте знаком, или "сигнатуром" (потписом), према намени. Сматрало се да биљни органи који изгледају попут људских делова тела, животиња или других предмета имају корисну вредност за те делове, животиње или предмете. "Потпис" понекад може такође бити идентификован и у окружењу, или на месту на којима су биљке расле. Беме је у својој књизи Сигнатуре свих ствари из 1621.  дао назив доктрини. Енглески лекар-филозоф сер Томас Браун у свом говору Башта Кира (1658) користи шаховски образац као архетип 'доктрине сигнатура, који продире у дизајн вртова и воћњака, ботанику и Макрокосмос у целини.
Вилијам Кол (1626-1662), ботаничар, изнео је претпоставику да је Бог створио 'биљке на корист људима, и означио их на посебан начин, да могу да прочитају ... како се користе.' Колс је у Уметности поједностављења и Адам у Рају, изјавио да су ораси корисни за лечење болести главе јер, по његовом мишљењу, "они имају јасан знак главе (мозга)". Што се тиче кантариона, он је написао: "те мале рупе, на листовима кантариона подсећају на поре на кожи, и зато је добар за све боли и ране, које се могу јавити на њој."
За овакву филозофију дато је теолошко оправдање: "Разумљиво је да је Свемогући обележио различита средства за лечење болести, који је дао".

За посматрача касног средњег века, природни свет је прожет сликама Божанског: 'како на врху тако и на дну. Ово Херметичко начело приказано је као однос између макро- и микрокосмоса. Мишел Фуко објашњава ширу употребу доктрине потписа, алегоријом реалнијом и убедљивијом него што се то чини савременом читаоцу:
До краја XVI века, сличност је имала конструктивну улогу у Западној култури. Сличност је у значајној мери водила егзегезу и тумачење текстова; сличност је покренула игру симбола, учинила могућим знање о видљивом и невидљивом и омогућила да се оно прикаже."(Речи и ствари. стр. 17)

### Сигнатуре неких биљака, које се користе у траварству
Доктрина сигнатура огледа се у народним именима биљака, чији облик и боја би подсетили траваре на делова тела, за које се сматрало да користе, као на пример:
- Видац, се користиио код очних инфекција
- Јетрењача или Marchantiophyta – користила се за лечење јетре
- Плућњак – користио се за плућне инфекције
- Зубача, Dentaria - се користила код зубних болести

Концепти, слични доктрини сигнатура могу се наћи у народним или домородачким системима лечења, и у савременој алтернативној медицини.

## У уметности
Фраза "потписи свих ствари" се појављује на почетку 3 дела у роману "Уликс" Џејмса Џојса.  Канадски песник Ана Szumigalski, 1922-1999, назвала је своју трећу збирку "Доктрина сигнатура".

## Научни скептицизам
Сигнатуре се посматрају само као апостериори одлике и  мнемотехника, и имају значај само у стварању система за памћење деловања лековитог биља. Нема научних доказа да су облик и боја биљака, помоћ у откривању лековитих својстава биљака.